# Il mostro dell'Opera
Il mostro dell'Opera è un film del 1964 diretto da Renato Polselli.

## Trama
Giulia, giovane e talentuosa ballerina, si unisce a una compagnia teatrale che ha appena ottenuto l’uso di un antico teatro abbandonato, l’Aquarius Theatre. Il regista della compagnia, Sandro, intende mettere in scena una rivisitazione moderna di Cyrano de Bergerac, nonostante le inquietanti leggende legate al luogo. Il vecchio custode Achille mette in guardia gli artisti sulla maledizione che aleggia sul teatro ma il gruppo di ballerini e attori non prende sul serio i suoi avvertimenti. Man mano che le prove vanno avanti, Giulia inizia a essere tormentata da strane visioni e un’oscura presenza sembra attrarla nelle profondità del teatro. A poco a poco, la giovane scopre di essere il centro di un’inquietante ossessione da parte di Stefano, un vampiro che si aggira tra le ombre dell’Aquarius. Stefano crede che Giulia sia la reincarnazione della sua amata Laura, perduta secoli prima, e vuole farla sua per l’eternità. Nel frattempo, Carlotta, un'altra ambiziosa ballerina, mira a prendere il posto di Giulia come protagonista dello spettacolo, alimentando tensioni e rivalità all'interno del gruppo. Mentre le prove si trasformano in un incubo e i membri della compagnia iniziano a scomparire uno dopo l'altro, Giulia si ritrova intrappolata tra la sua vocazione artistica e il destino oscuro che sembra attenderla. Sandro, innamorato di lei, cerca disperatamente di salvarla, ma il legame sovrannaturale tra Giulia e Stefano sembra troppo forte per essere spezzato. L'Aquarius Theatre si trasforma così nel palcoscenico di un conflitto tra amore, morte e desiderio, mentre il destino di Giulia resta sospeso tra la vita e l'oscurità eterna.

## Produzione
Inizialmente concepito come sequel del film L'amante del vampiro, il titolo provvisorio della pellicola era Il vampiro dell'Opera.
Le riprese cominciarono nel 1961, ma a causa di problemi con il budget si conclusero solo nel 1964.
Il lungometraggio venne girato a Narni, in provincia di Terni.

## Distribuzione
Il film è stato distribuito nei cinema italiani il 30 giugno 1964.
É conosciuto col titolo internazionale L'orgie des vampires.
Per i contenuti velatamente erotici e sadici, la pellicola venne vietata ai minori. Una revisione ministeriale ha cambiato recentemente il visto censura.

## Accoglienza
(Segnalazione cinematografica, 1968)